# اویل جانکشن (کالیفرنیا)
اویل جانکشن (به انگلیسی: Oil Junction) یک منطقهٔ مسکونی در ایالات متحده آمریکا است که در شهرستان کرن، کالیفرنیا واقع شده‌است. اویل جانکشن ۱۳۵ متر بالاتر از سطح دریا واقع شده‌است.